# Гніздичне
Гнізди́чне — село в Україні, у  Збаразькій міській громаді Тернопільського району Тернопільської області. Розташоване на півночі району. До 2020 року - центр сільради, якій були підпорядковані села Хоми та Чеснівський Раковець.
До села приєднано хутори Галатава, Ломаки та Салабай.
Населення — 1757 осіб (2003).

## Географія
У селі бере початок річка Гніздична.

## Історія
Перша писемна згадка - 9 липня 1463 року. У Луцьку три брати – Василь, Семен і Солтан Васильовичі, «отчині і дідичі Збаразькі» (сини князя Василя Федоровича Несвізького) офіційно поділили батьківські маєтки. У цьому документі перераховано переважно більшість сіл, що відійшли князям.
Зокрема, Семену Васильовичу – містечко Колодно і села Добриводи, Іванчани, Новики, Олишківці, Гніздичне, Шимківці, Глубичок та інші села. Процитований документ зберігається в архіві князів Любартовичів Сангушків у Славуті (Archiwum książąt Lubartowiczow Sanguszkow w Sławucie. T.1 1366-1506. S.53).
У 1518 році, після смерті Марії Семенівни Несвицької-Рівненської, дружини тоді вже покійного Семена Васильовича, його внучка, Анна-Тетяна Гольшанська, вносить Гніздичне разом з іншими селами до власності свого чоловіка, князя Костянтина Івановича Острозького. За даними «Словника географічного Королівства Польського» («СГКП»), 4 травня 1518 року король Сигізмунд I Старий підтвердив права князя Костянтина Острозького на володіння Гніздичним та іншими селами, отриманими як спадок бабці його першої дружини.
У 1583 році належало князю Василю Костянтину Острозькому, Олені Потоцькій в 1760 році та Ользі Грохольській в 1890-х роках.
Напередодні Берестейської битви у червні 1651 р. козацько-селянська армія на чолі Богдана Хмельницького проклала свій шлях в околицях села Гніздичне.
У 1855 році місцева парафіяльна школа започаткувала освіту для селян.
У 1890 році тут був зручний магазин, один клас школи та мотель. Діяло відділення товариства «Просвіта» та осередок кооперативного об'єднання.
У 1931 році в селі проживало 1975 чоловік, діяла двокласна загальноосвітня школа, промислові підприємства заключали угоди, дев'ять торгових закладів мали свій ринок продажу.
Протягом 1934 та 1939 років село складало територіальну одиницю Колодненської гміни. На 1936 рік село входило до ґміни Старий Олексинець Кременецького повіту.
У період з 3 липня 1941 р. до 5 березня 1944 р. село знаходилось під німецькою окупацією.
67 жителів села в роки війни загинули або пропали безвісти під час служби в Радянській Армії.
22 травня 1947 р. підрозділ українських повстанців роззброїв каральний батальйон «Станиця» і спалив будівлю, де вони знаходились.
У 1948 році в селі примусово був створений колгосп.
У 1965 Гніздично перейменовано на Гніздичне.
Офіцер Української Народної Армії, згодом священик Микита Петлюк, жив у 1898—1960 роках.
13 січня 2019 року церковна громада Преображення Господнього перейшла з колишньої УПЦ МП до об'єднаної Помісної Української Православної Церкви.
12 червня 2020 року, відповідно до Розпорядження Кабінету Міністрів України від  № 724-р «Про визначення адміністративних центрів та затвердження територій територіальних громад Тернопільської області», село увійшло до складу Збаразької міської громади. 
19 липня 2020 року, в результаті адміністративно-територіальної реформи та ліквідації Збаразького району, село увійшло до складу новоутвореного Тернопільського району.
10 червня 2021 року звершили чин освячення нового храму на честь Вознесіння Господнього.
В 2021 році в селі відбувалися зйомки чотирисерійного циклу телепередач  «Жива УПА.Тернопільщина» про уродженку села Петлюк Галину Микитівну.

## Пам'ятки
Є церква Вознесіння Господнього (2021 рік) та Преображення Господнього (1832; мурована).

## Пам'ятники
Споруджено пам'ятник воїнам-односельцям, полеглим у німецько-радянській війні (1973; скульптор М. Фурманов).

## Соціальна сфера
Діють загальноосвітня школа І-ІІІ ступенів, Будинок культури, бібліотека, ФАП.

## Відомі люди

### Уродженці
Кравчук (Петлюк) Галина Микитівна - зв"язкова УПА. Почесна мешканка Ланівець

## Галерея

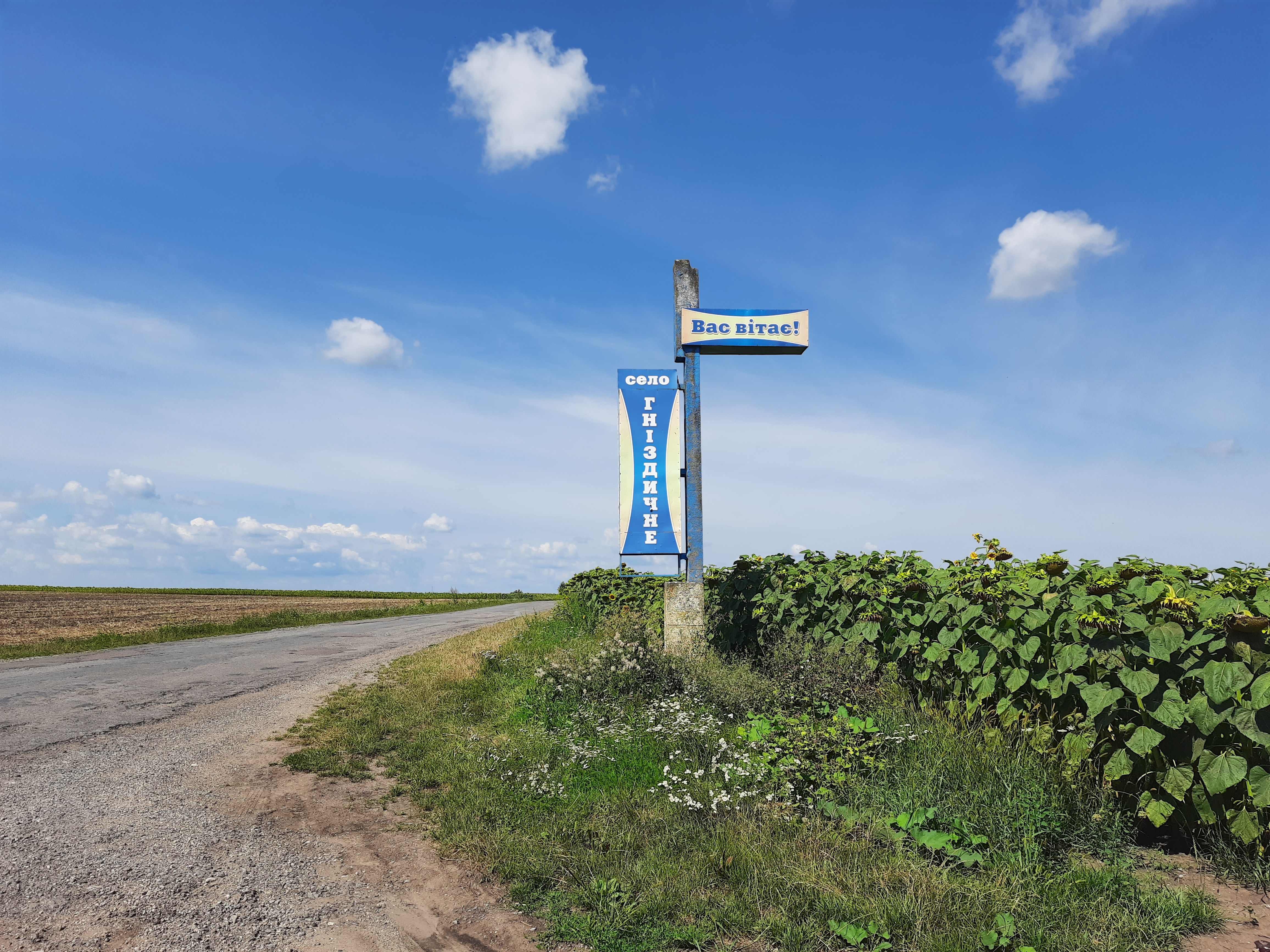
Знак при в'їзді в село
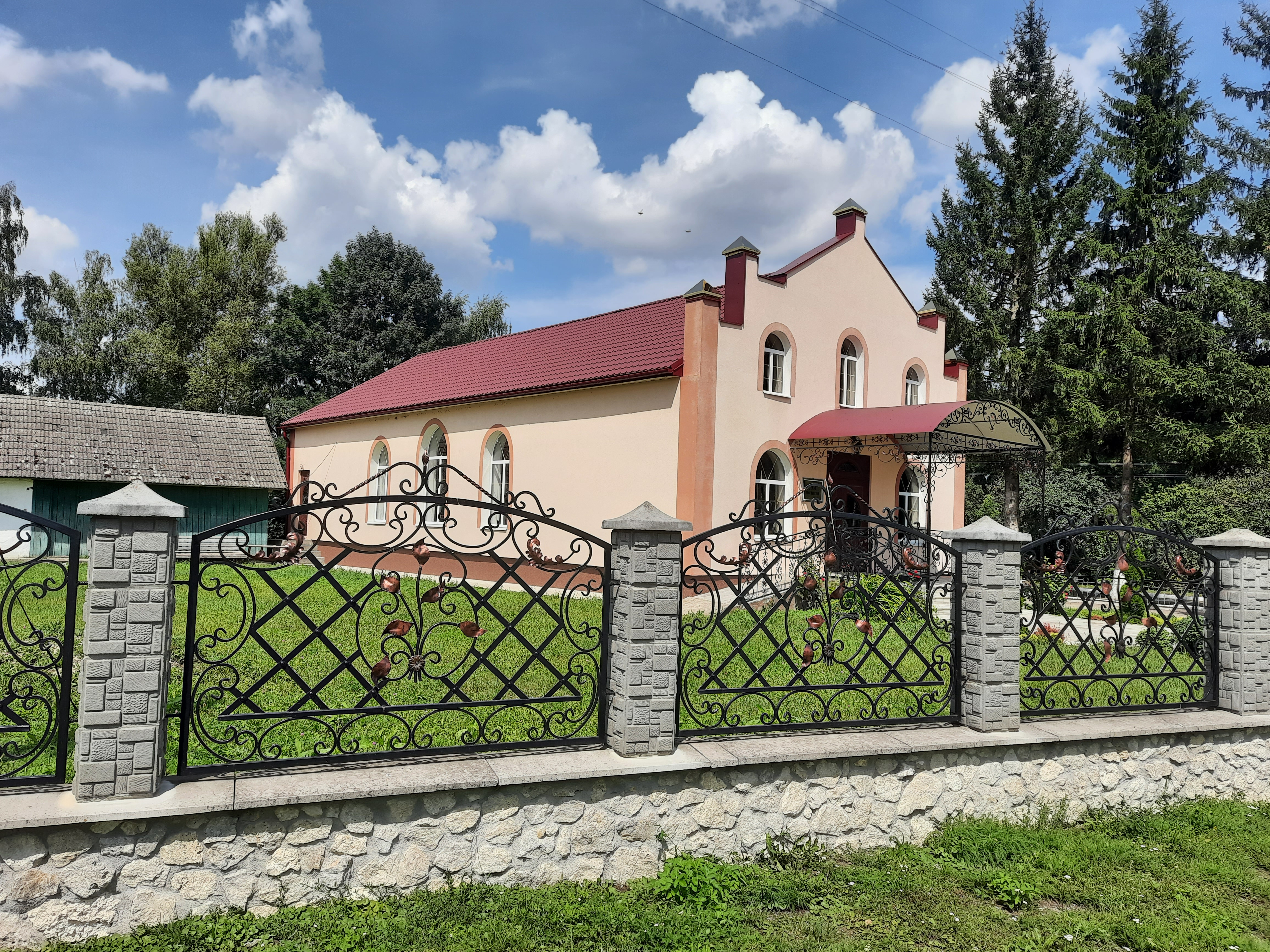
Дім молитви
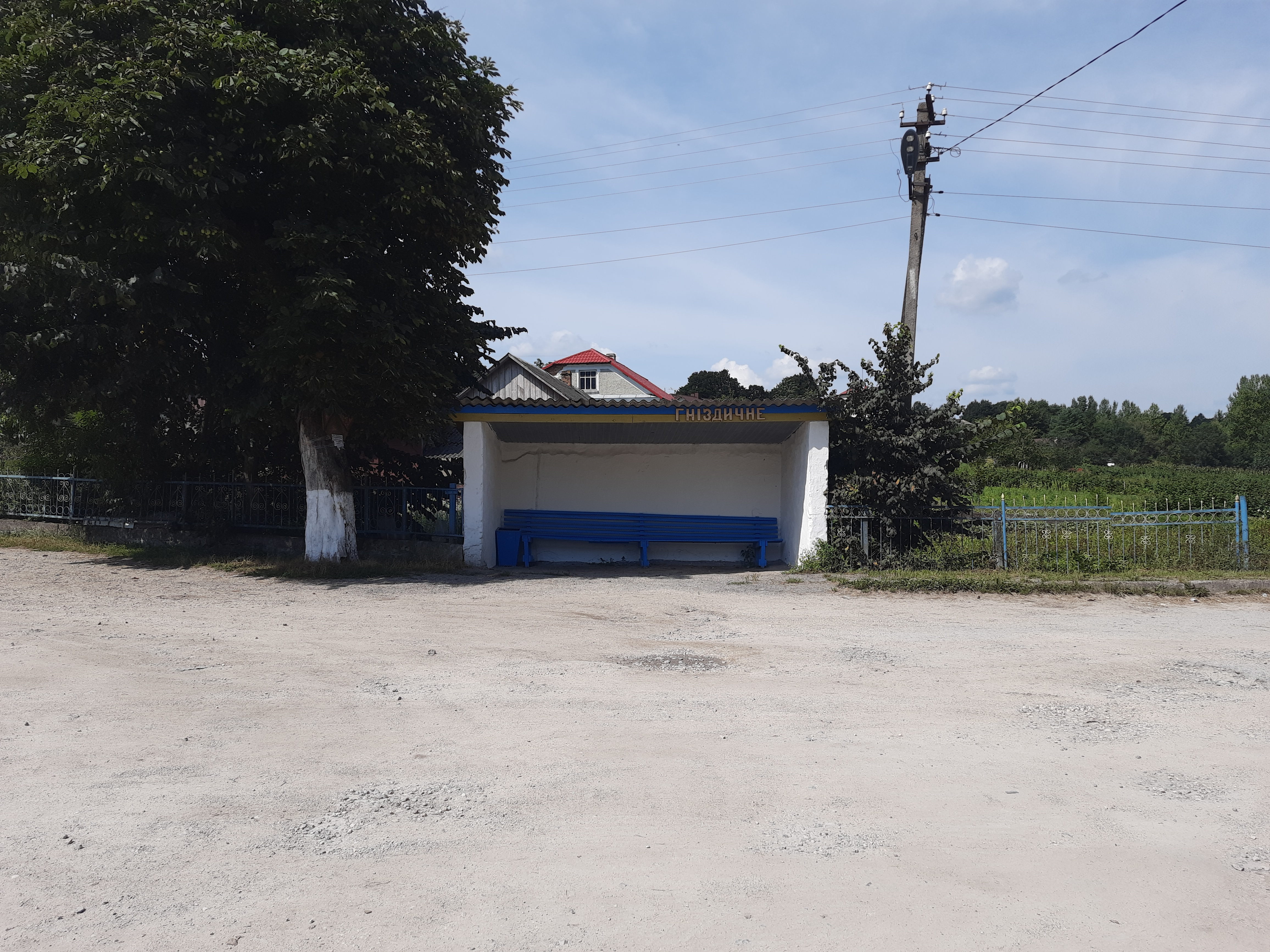
Автобусна зупинка